# Malmö Amatörteaterforum
Malmö Amatörteaterforum (MAF) är ett teaterhus och en ideell förening i Malmö.
Teaterhuset har tre scener, repetitionsrum, kontor & biljettförsäljning, kostymförråd, rekvisitaförråd, scenografiförråd, utrustad ateljé och verkstad samt teaterteknik, och är beläget vid korsningen Norra Skolgatan/Spångatan/Torpgatan nära Triangeln i den byggnad som uppfördes som Sveriges första Folkets hus den 2 april 1893 av Axel Danielsson.
Föreningen är en partipolitiskt och religiöst obunden förening, en samarbetsorganisation för amatörteatern i Malmö och paraplyorganisation för drygt 30 amatörteaterföreningar. 

## Historia
År 1993 bildades AMALIA, Amatörteatergrupper i Malmö som en paraplyorganisation för amatörteater. Syftet var att hjälpa amatörteatergrupper bedriva verksamhet. 1995 gick Studioteatern i konkurs och den 6 januari 1996 ombildades AMALIA till Malmö AmatörteaterForum (MAF) för att teaterhuset på Torpgatan och dess resurser inte skulle gå förlorade. Sedan dess är MAF det största teaterhuset för amatörteater i Sverige. År 2023 lanserade MAF kampanjen "Rädda MAF" för att kunna fortsätta bedriva verksamheten.

## 1996 - Nu

### 1996
Amalia blir MAF och tar över lokaler och tillgångar från Studioteatern

### 1997
Första Barn och ungdomsfestival hålls av MAF i maj

### 2023
I september inleds “Rädda MAF” Kampanjen i ett försök att samla in 300 000 kr för att rädda MAFs verksamhet, kampanjen samlar ihop 231 680 kr. 

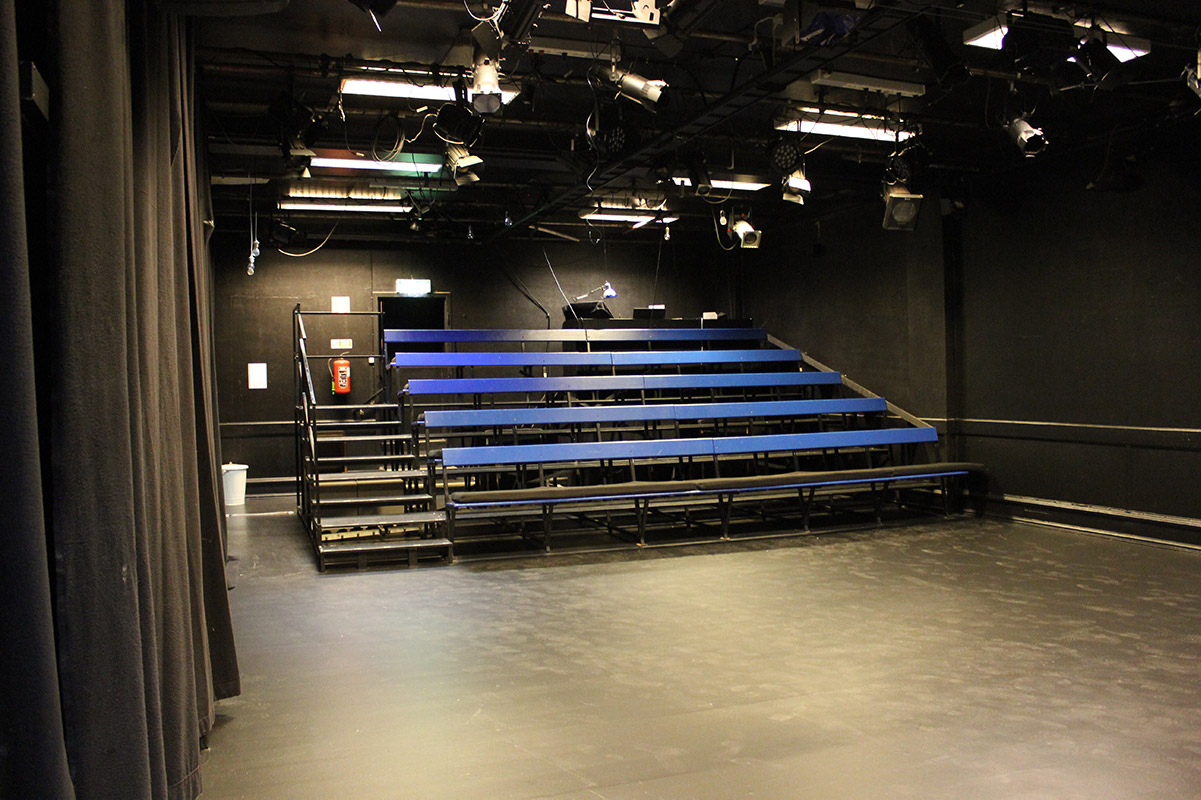
Scen 1 på teaterhuset.

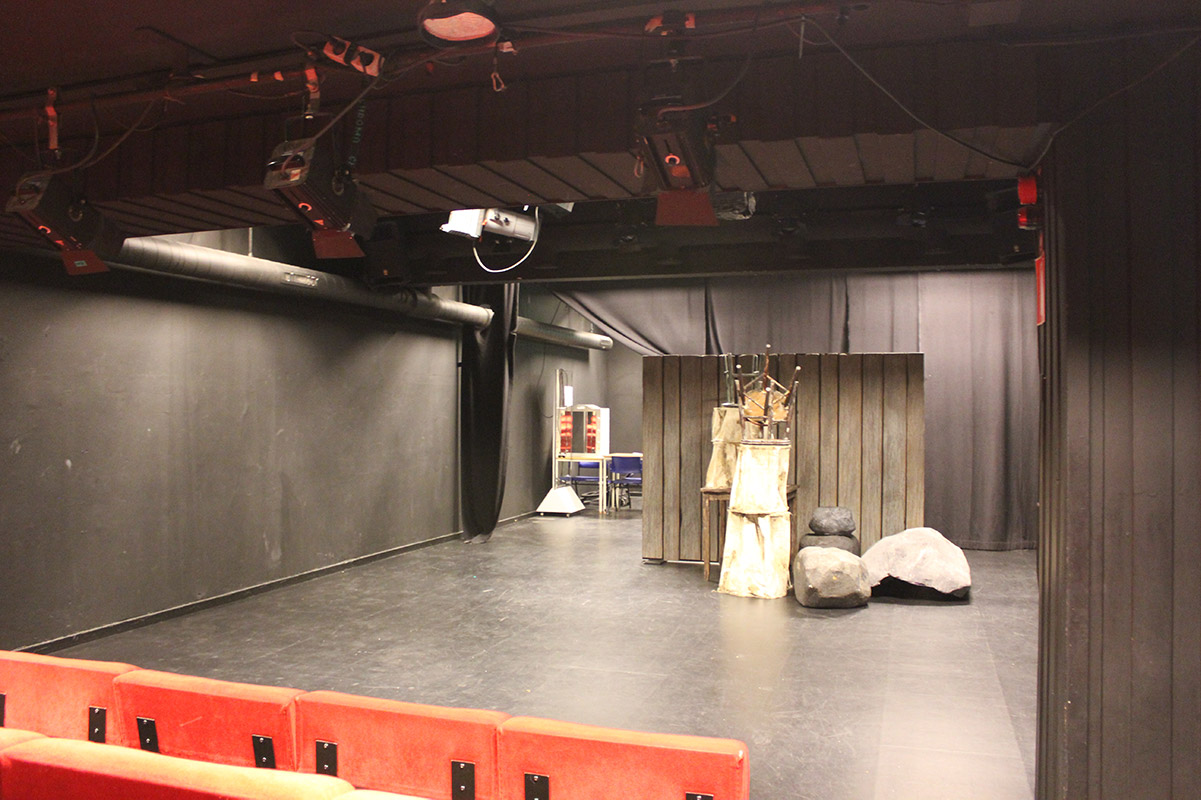
Scen 2

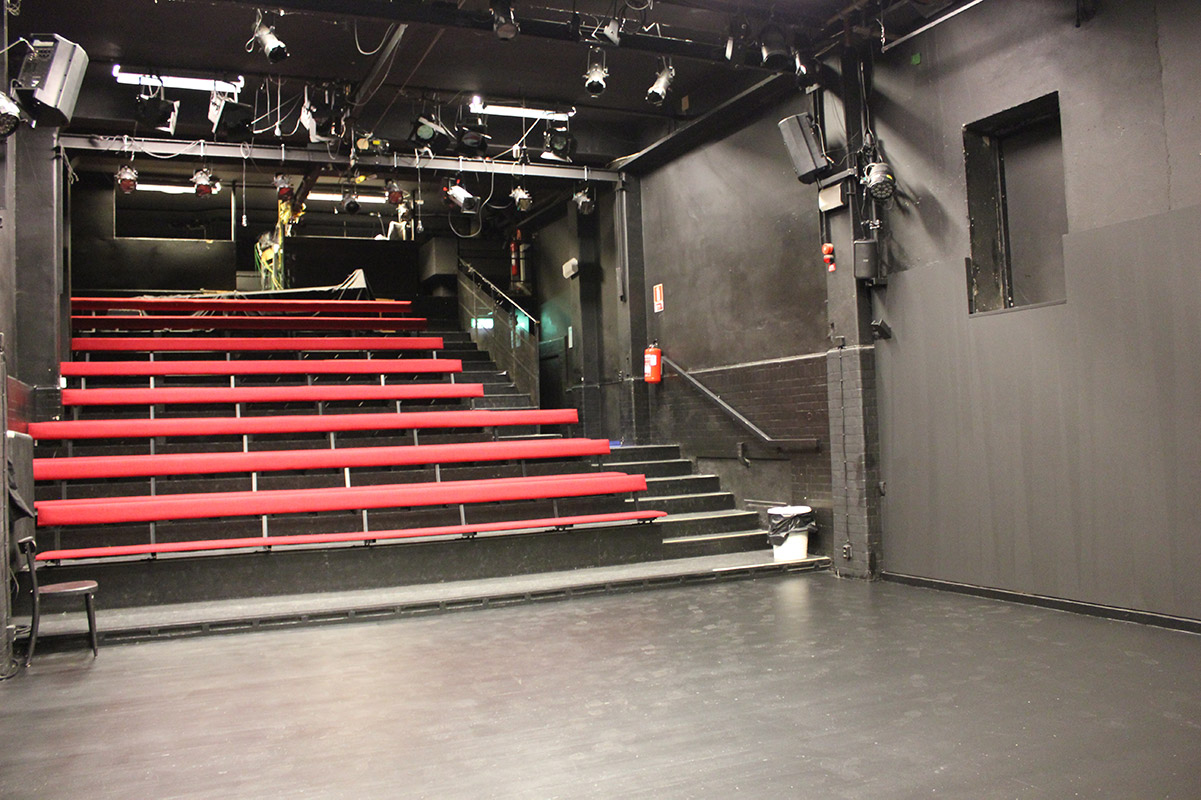
Scen 3

## Medlemsgrupper
| Grupp                               | Hemsida |
| ----------------------------------- | ------- |
| Guanabana Productions               | [1]     |
| Husets kör                          | [2]     |
| Kultur och Teaterföreningen Peacock |         |
| Malmö Impro                         | [3]     |
| Malmö Improvisatorium               |         |
| Nearly Theatre                      |         |
| On Stage Skåne                      |         |
| Red Stage                           |         |
| Simply Opera                        |         |
| TaraTeatern                         |         |
| Teater Ariadne                      |         |
| Teater Pix                          |         |
| Teater Rabiata                      |         |
| Teater Thea                         | [4]     |